# Pygomeles petteri
Pygomeles petteri — вид сцинкоподібних ящірок родини сцинкових (Scincidae). Ендемік Мадагаскару. Вид названий на честь французького зоолога Френсіса Петтера.

## Поширення і екологія
Pygomeles petteri є ендеміками Національного парка Анкарафанціка в регіоні Боені на північному заході острова Мадагаскар. Вони живуть в сухих тропічних лісах, що ростуть на піщаних ґрунтах, на висоті від 50 до 300 м над рівнем моря. Ведуть риючий спосіб життя.

## Збереження
МСОП класифікує цей вид як такий, що перебуває під загрозою зникнення. Pygomeles petteri загрожують лісові пожежі.